# Disputa de fronteira servo-croata

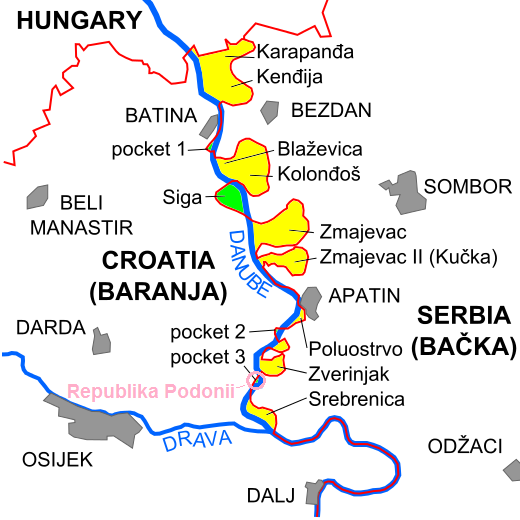
A disputa fronteiriça Croácia-Sérvia na região de Bačka e Baranja. A reivindicação croata corresponde à linha vermelha, enquanto a reivindicação sérvia corresponde ao curso do Danúbio.

A disputa fronteiriça entre a Croácia e a Sérvia refere-se a opiniões divergentes da Croácia e da Sérvia em relação a sua fronteira na região do rio Danúbio. Enquanto a Sérvia mantém a opinião de que o talvegue do vale do Danúbio e a linha central do rio representam a fronteira internacional entre os dois países, a Croácia discorda e afirma que a fronteira internacional fica ao longo dos limites dos municípios cadastrais localizados ao longo do rio. o curso em vários pontos ao longo de uma seção de 140 quilômetros. O limite baseado em cadastro reflete o curso do Danúbio que existiu no século XIX, antes que os meandros e a engenharia hidráulica alterassem seu curso. O tamanho da área do território em disputa é relatado de forma variada, até 140 km.
A disputa surgiu pela primeira vez em 1947, mas ficou sem solução durante a existência da República Socialista Federativa da Iugoslávia. Tornou-se uma questão controversa após a dissolução da Iugoslávia. Particular destaque foi dado à disputa no momento da adesão da Croácia à União Europeia. Em setembro de 2014, a disputa não foi resolvida e a linha de controle corresponde principalmente à reivindicação da Sérvia.

## Reivindicações territoriais
O conflito fronteiriço Croácia-Sérvia implica reivindicações concorrentes em relação à fronteira em vários pontos ao longo do vale do rio Danúbio compartilhadas pelos dois países. As áreas disputadas estão localizadas ao longo de uma porção de 140 km do percurso, de 188 km do curso do rio na área. Nessa área, a fronteira é definida de forma diferente pelos países vizinhos – seja seguindo o curso do Danúbio, como alegado pela Sérvia, ou seguindo uma linha traçando as fronteiras dos municípios cadastrados que têm assento em qualquer um dos dois países, como alegado por Croácia. O limite baseado em cadastro também traça o antigo leito do rio Danúbio, que foi alterado por meandro e obras de engenharia hidráulica no século XIX, depois que o cadastro foi estabelecido. A disputa de fronteira envolve até 140 km² de território. Outras fontes especificam números um pouco diferentes, indicando uma reivindicação croata de mais de 100 km² na margem oriental do rio, em Bačka, ao dizer que o limite baseado em cadastro deixa de 10 a 30 km² do território na margem ocidental do Danúbio, em Baranja, na Sérvia. Ainda outra estimativa cita uma área total de 100 km² em disputa, 90% dos quais estão localizados na margem oriental do Danúbio, controlada pela Sérvia.

### Liberland e outras reivindicações
Em 13 de abril de 2015, Vít Jedlička, do Partido Tcheco dos Cidadãos Livres, proclamou a micronação Liberland sobre o que ele disse ser uma terra deixada sem ser reivindicada tanto pela Croácia quanto pela Sérvia.
Logo após Liberland, outro projeto de micronação, o Reino de Enclava, foi declarado, eventualmente reivindicando parte da segunda maior bolsa como seu território (pocket 1). O Principado de Ongal reivindicou todas as outras bolsas . O Ministério dos Negócios Estrangeiros e Europeus da Croácia rejeitou essas alegações, afirmando que as diferentes reivindicações fronteiriças entre a Sérvia e a Croácia não envolvem terra nullius e não estão sujeitas à ocupação por terceiros. No entanto, o Ministério dos Negócios Estrangeiros da Sérvia declarou, em 24 de abril de 2015, que embora a Sérvia não considere "Liberland" um assunto importante, o "novo Estado" não afeta a fronteira sérvia, que é delineada pelo rio Danúbio.

## Evolução da fronteira até 1922
A evolução da fronteira Croácia-Sérvia começou em 1699 com o Tratado de Karlowitz, transferindo a Eslavônia e uma porção de Sírmia do Império Otomano para a Monarquia dos Habsburgos na conclusão da Grande Guerra Turca. O resto da Sírmia foi transferido para a Monarquia de Habsburgo através do Tratado de Passarowitz em 1708. Os territórios transferidos foram organizados dentro da monarquia para o Reino da Eslavônia, com sua fronteira leste estabelecida no Danúbio, e o cinturão defensivo da Fronteira Militar se estendendo ao longo da fronteira do rio Sava, governado diretamente de Viena.
As mudanças territoriais subsequentes na região incluíram a proclamação da breve Voivodina sérvia durante a Revolução Húngara de 1848, que incluiu a Sírmia como seu território. Um ano depois, a Voivodina sérvia foi abolida e substituída pela terra da coroa da Voivodia da Sérvia e Temes Banat, que cedeu a Sírmia de volta ao Reino da Eslavônia. Em 1868, após o Compromisso Croata-Húngaro, o Reino da Eslavônia foi incorporado ao Reino da Croácia-Eslavônia, antes que a fronteira militar eslava fosse totalmente anexada à Croácia-Eslavônia em 1881. No final da Primeira Guerra Mundial, em 1918, a Croácia-Eslavônia tornou-se parte do Reino dos Sérvios, Croatas e Eslovenos (renomeada Iugoslávia em 1929), assim como Bačka e Baranja, que foram formados após a divisão do húngaro Baranya e Condados de Bács-Bodrog ao longo da "linha Clemenceau" estabelecida através do Tratado de Trianon de 1920. O território do sul de Baranja foi cedido ao Reino dos Sérvios, Croatas e Eslovenos sob a premissa de que formava um interior natural da cidade de Osijek. O território ao sul da "linha Clemenceau" não foi distribuído para nenhuma divisão administrativa existente antes que todo o país estivesse reorganizado administrativamente em 1922.

### Depois de 1945
O primeiro esboço geral das fronteiras pós-1945 da Croácia foi feito pelo Conselho Anti-Fascista para a Libertação Nacional da Iugoslávia em 24 de fevereiro de 1945. Algumas questões relativas à fronteira, como Baranja, ficaram sem solução. A recém-estabelecida Província Autónoma da Voivodina, uma parte da República Socialista da Sérvia desde Abril de 1945, procurou estabelecer a sua fronteira com a República Socialista da Croácia ao longo do rio Drava incluindo assim Baranja, o Danúbio e ao longo da linha Vukovar-Županja. Para contrariar as alegações da Vojvodina, as autoridades croatas apostaram nas áreas de Vukovar, Vinkovci, Baranja e na área de Sombor.
A fim de resolver o assunto, as autoridades federais estabeleceram uma comissão de cinco membros, presidida por Milovanilas, em junho de 1945. A comissão identificou três conjuntos de territórios disputados. Esses eram os distritos de Subotica, Sombor, Apatin e Odžaci em Bačka, distritos de Batina e Darda em Baranja e distritos de Vukovar, Šid e Ilok em Sírmia. Os distritos de Bačka foram concedidos a Vojvodina, enquanto os de Baranja foram concedidos à Croácia, principalmente ao longo de linhas étnicas. A comissão também observou que, se a Jugoslávia conseguiu adquirir a região de Bajada Hungria, a decisão relativa ao Bačka seria revista. O distrito de Vukovar também foi concedido à Croácia, enquanto Ilok e Šid foram designados para a Voivodina. No caso de Ilok, a decisão foi especificada como provisória até que as autoridades sejam consolidadas em ambos os lados do limite, quando a questão seria reexaminada.
Posteriormente, o Parlamento sérvio promulgou uma lei estabelecendo as fronteiras da Voivodina. Referiu-se ao limite proposto pela comissão de explicitilas, explicitamente, observando que era temporário. A lei observa que a fronteira segue o Danúbio desde a fronteira húngara até Ilok, cruza o Danúbio saindo de Ilok, Šarengrad e Mohovo na Croácia, em seguida, se move para o sul e deixa os municípios cadastrais de Opatovac, Lovas, Tovarnik, Podgrađe , Apševci, Lipovac, Strošinci e Jamena na Croácia e tudo a leste da linha em Vojvodina. A concessão de Ilok para a Croácia foi um desvio das conclusões da comissão de andilas e foi baseada em um referendo realizado na cidade sobre o assunto em 1945 ou 1946, quando sua população votou a ser adicionado à Croácia.

### Início da disputa entre Croácia e Sérvia
Em 1947, o Ministério da Agricultura de Voivodina queixou-se ao Ministério Florestal da Sérvia que as autoridades em Vukovar se recusaram a entregar quatro ilhas fluviais, e depois ao Ministério de Florestas da Croácia sobre o mesmo assunto, pedindo ajuda. Depois que a Croácia recusou o pedido, as autoridades sérvias se voltaram para o governo federal. As autoridades federais aconselhados resolver a questão por mútuo acordo e disse que a interpretação de Vojvodina da lei em suas fronteiras-que a fronteira corre ao longo talvegue do vale do Danúbio, ou seja, ao longo do rio ponto médio-é errônea porque a lei não se aplica tal formulação. Em carta de 18 de abril de 1947, as autoridades iugoslavas disseram que as disputadas ilhas fluviais eram o território do distrito de Vukovar e que o território não podia ser transferido para Vojvodina antes que a fronteira fosse definida de outra forma.
Em maio de 1947, autoridades em Vojvodina observaram que havia uma disputa entre elas e as autoridades croatas a respeito da interpretação da posição da fronteira ao longo do Danúbio, e que as autoridades federais, que foram solicitadas a mediar a disputa, apoiaram o posição da Croácia. Ao mesmo tempo, Vojvodina solicitou que a Croácia devolvesse os territórios na margem direita do Danúbio que anteriormente havia sido cedido a ele (Varoš-Viza e Mala Siga). Enquanto na estrutura iugoslava, a questão recebeu pouca atenção, pois sua resolução foi desencorajada pelas autoridades federais, e porque a área envolvida tinha valor econômico limitado, era desabitada e frequentemente inundada.
Em 1948, a Croácia e a Sérvia concordaram com duas modificações na fronteira - a vila de Bapska foi transferida para a Croácia, enquanto Jamena foi transferida para a Voivodina. Nenhuma mudança adicional na fronteira foi acordada. Um mapa da área emitida pelo Instituto Militar-Geográfico do Exército Popular Iugoslavo em 1967 retrata a fronteira ao longo da fronteira baseada em cadastro, correspondendo à reivindicação croata na disputa.